# Cap de Cullera
Cap de Cullera este o arie protejată (sit de importanță comunitară — SCI) din Spania întinsă pe o suprafață de 0,21 ha, integral pe uscat.

## Localizare
Centrul sitului Cap de Cullera este situat la coordonatele 39°11′12″N 0°13′03″W / 39.1868°N 0.2175°V.

## Înființare
Situl Cap de Cullera a fost declarat sit de importanță comunitară în iulie 2001 pentru a proteja un număr necunoscut de specii din flora spontană și fauna sălbatică aflate în arealul zonei.

## Biodiversitate
Situată în ecoregiunea mediteraneană, aria protejată conține 1 habitat natural: Faleze cu vegetație de Limonium spp. endemic de pe coastele mediteraneene.
La baza desemnării sitului se află un număr nedeclarat de specii protejate.
Pe lângă speciile protejate, pe teritoriul sitului au mai fost identificate 1 specie de plante.